# 大阪府立公衆衛生専門学校
大阪府立公衆衛生専門学校（おおさかふりつこうしゅうえいせいせんもんがっこう、英: Osaka College of Public Health）は、かつて大阪府大阪市住吉区大領3丁目2-49にあった公立専修学校。大阪公立大学看護学部看護学科の源流の一つ。

## 概要及び沿革
1937年に設立された大阪府立社会衛生院を源流とし、その後数度にわたる校名変更を経て、1978年に専修学校に移行して大阪府立公衆衛生専門学校となる。
大阪府立看護大学および同大学医療技術短期大学部に継承される形で1994年度入学生より募集停止後、廃止となる。

## 学科[4]
- 保健科
- 看護科
- 栄養科：1944年に天王寺区生玉町にオープンした大阪食料科学学校を源流とし、1955年の大阪府立病院付属厚生学院栄養科、1978年に大阪府立公衆衛生専門学校として再出発する[5]。
- 歯科衛生科
- 臨床検査科

## 募集停止後の措置
- 保健科は大阪府立看護大学、看護科は当時既存だった大阪府立看護短期大学の看護科ともに、栄養科、歯科衛生科、臨床検査科は大阪府立看護大学医療技術短期大学部に継承されることとなる。